# زبابة داكنة
زبابة داكنة (الاسم العلمي: Sorex monticolus) (بالإنجليزية: Dusky Shrew)‏ هي نوع من الثدييات يتبع جنس الزبابة من الفصيلة الزبابات.